# Montilla
Montilla éum município da Espanha na província de Córdova, comunidade autónoma da Andaluzia. Tem 169,29 km² de área e em 2021 tinha 22 633 habitantes (densidade: 133,7 hab./km²).

## História

### Antiguidade e Idade Média
Desde o Paleolítico Inferior, já havia ocupação humana em Montilla, como atestam lascas e bifaces encontrados. Posteriormente, apareceram raspadores e buris do Paleolítico Inferior e do Paleolítico Médio, e sepulturas campaniformes. O Epipaleolítico deixou restos em Montilla, que foi um dos poucos locais da província onde foram encontrados restos desse período, como os da Fonte do Peixe, interessante jazimento de peças microlíticas. O Neolítico deixou abundantes restos desde o Calcolítico, período em que são mais numerosos os jazimentos de cerâmica, ferramentas de sílex, pontas de flechas etc.
Nas imediações do castelo de Montilla, foi constatada a existência de uma antiga povoação pré-romana.
A presença de restos arqueológicos, como uma estátua de Diana caçadora e vias romanas, faz pensar que houve um núcleo hispano-romano; no entanto, ainda não foram encontrados restos que comprovem a existência de uma cidade romana. Perto de Montilla, nos Campos de Vanda, se costuma situar a Batalha de Munda, em 45 a.C., na qual Júlio César enfrentou Pompeu, o Jovem, e Sexto Pompeu, filhos de Pompeu. Depois da vitória de Júlio César, este voltou a Roma para ser nomeado ditador. No entanto, os estudiosos ainda não estão seguros dessa localização, já que nunca apareceu uma prova definitiva que ligue Montilla a Munda. Sua proximidade à via que liga Corduba a Malaca e a outras vias secundárias testemunham que o lugar era habitado e que possuía uma intensa atividade agrícola. De data anterior a esses, há restos de povoamentos tartésicos e iberos no recinto do castelo.
Da época muçulmana, provém o nome Montiya, anterior à castelhanização da terminação -iya do árabe, que denomina grupos humanos, como bairros, povoados, cidades etc. Aparentemente, a região, que foi chamada de Mondelia, era pouco povoada e fazia fronteira com as cidades de Cabra e Córdova.
Pouco se conhece de Montilla durante o período inicial da idade média, incluindo sua própria origem, até sua incorporação à coroa castelhano-leonesa entre fevereiro de 1240 e março de 1241, durante a segunda estadia de Fernando III de Leão e Castela em Córdova. Nessa época, começou o repovoamento com famílias provenientes de Leão. Em 1257, passou a depender de Gonzalo Yáñez Dovinal, a quem Afonso X de Castela concedeu, em senhorio, a vila e castelo de Aguilar, de que dependeria Montilla até 1343, data em que se extinguiu a linhagem da casa de Aguilar.
A titularidade dessas terras mudou várias vezes de mão até que, em 1371, Henrique II de Castela a concedeu a Lope Gutiérrez, alcaide maior de Córdova, separando-a da casa de Aguilar, junto com a independência jurisdicional e o título de vila. Foi quando substituiu a Aguilar de la Frontera como sede do senhorio desse nome. Lope Gutiérrez, por sua vez, a entregou em 1375 a Gonzalo Fernández de Córdova, em troca de seus diversos bens em Guadalcázar. A partir desse momento, Montilla, sem dar nome ao senhorio, se converteu em centro, sede e núcleo do mesmo, situação que se manterá inclusive quando os Reis Católicos outorgam, aos senhores de Aguilar, o título de marqueses de Priego.
A notícia mais antiga que aparece de Montilla é em 1333, e faz referência ao castelo e a seu nome. Dez anos depois, se menciona a povoação, totalmente consolidada, mas, até 1371, não é considerada um município independente de Aguilar. Ao longo do século XV, configurou seu território através de disputas fronteiriças com os conselhos circundantes de Cabra, La Rambla, Castro del Río, Montemayor e Espejo. Sobre o Grande Capitão, sempre houve uma discussão sobre seu nascimento ter se dado em Aguilar ou Montilla, já que, embora tenha nascido em Montilla, esta pertencia na ocasião ao senhorio de Aguilar.
Neste momento, começa o século mais importante na história da cidade, e também um de seus maiores traumas: a destruição do castelo.

### Séculos XVI, XVII e XVIII
Sob os Fernández de Córdova, Montilla se converte no centro do senhorio de Aguilar, suplantando inclusive a essa vila, e se prepara para o desenvolvimento econômico do século XVI. Durante a segunda metade do século XV, experimentou um importante crescimento demográfico, alcançado os 1 166 moradores em 1530, pelo que, depois de Priego de Córdova, a que terminou por suplantar, era a vila mais povoada do marquesado desse nome. Existem testemunhos dessa época sobre o castelo, cuja origem parece remontar a épocas anteriores à Baixa Idade Média. Dele, se conservam apenas restos, já que foi demolido por ordem de Fernando II de Aragão em 1508 como castigo exemplar imposto ao titular da casa de Aguilar (já então primeiro marquês de Priego) e aviso ao resto da nobreza andaluza. As notícias antigas nos informam sobre sua suntuosidade e fama.
No século XVI, o forte crescimento demográfico e o auge econômico influem na ampliação do perímetro urbano, na remodelação arquitetônica da paróquia de Santiago e na criação da totalidade das fundações conventuais: franciscanos em 1512, agostinianos em 1519, clarissas em 1525, jesuítas em 1558 e concepcionistas em 1594. A cidade seguiu forjando o formato que conserva até hoje, e expandiu em direção ao caminho de Córdova graças ao bairro das Tenerías, ou em direção ao sul. Praticamente todo seu atual centro histórico tem sua origem e desenvolvimento nos séculos XV e XVI.
Em 1630, Filipe IV de Espanha lhe concedeu o título de cidade. Nessa época, os direitos senhoriais rendiam grandes benefícios para estes, bem como muitos conflitos com os vassalos. Até 1711, os moradores não tinham o direito de erigir livremente fornos e moinhos. Nessa época, o conselho municipal cumpria as funções de governo e justiça da vila, para o que contava com a renda obtida do arrendamento de seus próprios fornos e moinhos.
O século XVII está ligado a uma paralisação e retrocesso da economia, epidemias, colheitas fracas e fome. Isso não freia o vigor religioso, que é, ao contrário, intensificado com a fundação do hospital de São João de Deus em 1664 e o reconhecimento público do patronato de são Francisco Solano em 1647, quase oitenta anos antes de sua canonização em 1726. Cabe destacar, nesse século, a importância que o teatro adquiriu na localidade, ligado à festa de Corpus Christi e ao amparo do marquesado de Priego. As referências históricas indicam que a importância do teatro foi tal na cidade que Montilla contou com um teatro de comédias em princípios do século XVII, antes inclusive que muitas grandes cidades andaluzas.
O século XVIII trouxe uma recuperação demográfica, sem mudanças substanciais em sua estrutura social, que era encabeçada pelos marqueses de Priego (duques de Medinaceli desde 1711), seguida por algumas famílias nobres, clero, camponeses e artesãos dos mais variados grêmios. Em 1726, foi canonizado o montillano são Francisco Solano, importante evangelizador na América do Sul. Em 1 de abril de 1767, os jesuítas foram expulsos. Em 24 de agosto de 1779, se fundou a primeira Sociedade Econômica de Amigos do País.

### Séculos XIX, XX e XXI
No século XIX, Montilla possuía 13 224 habitantes, sendo, portanto, considerada uma cidade de tamanho médio. Havia 1 840 casas em 84 ruas, largas, limpas e muito bem calçadas, como descrevem vários tratados, com destaque para as ruas Corredera, Sotollón, Ancha, Enfermería, Torrecilla, San Fernando, Santa Brígida e Puerta de Aguilar, e três praças: Constitución, Palácio e Sileras, assim como o campo de São Agostinho. A cidade contava nesse século com a Prefeitura, o palácio de Medinaceli, escolas, hospital, a paróquia de São Tiago, a igreja de são Francisco Solano, assim como sete ermidas na cidade e quatro nas redondezas, três conventos de frades e dois de monjas. Nesse século, a economia se baseava no setor primário: as produções mais importantes eram azeite (80 000 arrobas, com vendas que se distribuíam a Málaga, Sevilha e Madri), vinho (exportado para a cidade de Córdova, a província de Córdova e Écija, com pedidos inclusive para a Inglaterra), trigo (50 000 alqueires) e outros cereais, leguminosas, hortaliças e frutas. Quanto à indústria, se destacavam o setor agroalimentar, os teares de linho e lã, a cerâmica e as telhas.
O século XIX foi tumultuado. Ocorreram diversos enfrentamentos, seja contra os franceses na Guerra Peninsular, seja entre absolutistas e liberais. Ocorreram, também, a grave epidemia de 1855 e as revoltas contra Isabel II de Espanha.
A revolução de 1868 representou uma etapa de grande agitação política, já que, em Montilla, existiam grupos de democratas organizados. A fraude das eleições por parte da burguesia local criou um ambiente de grande tensão social que deu lugar aos graves acontecimentos de 1873, com a proclamação da Primeira República Espanhola e um motim popular, com assalto e incêndio de casas de várias autoridades municipais, e assassinato de um dos homens mais ricos da cidades ao tentar fugir. Cabe destacar as medidas desamortizadoras do ministro Juan Álvarez Mendizábal (1835), a expedição dos generais carlistas Gómez e Cabrera (1836) e a chegada do transporte ferroviário (1865).
O princípio do século XX se caracterizou pelo enraizamento de ideias republicanas e socialistas, estas por mãos das doutrinas difundidas pelo médico Francisco Palop Segovia, assim como pela multiplicação de organizações operárias e pelo anticlericalismo. Desde então, a cidade se tornou um importante centro republicano, com claro reflexo dessa tendência nas eleições municipais. Depois do triunfo da Revolução Russa de 1917, se iniciou, em Montilla, como em outros lugares da Espanha, um período de agitação social. Em maio de 1917, uma manifestação de protesto foi dissolvida a tiros pela força pública quando marchava pela rua El Santo. Naquele verão, houve várias greves e ameaças de atentados contra pessoas e propriedades, o porta-voz do partido republicano na prefeitura foi detido e a sessão municipal de 1 de agosto se celebrou com a presença da Guarda Civil na sala capitular. Os socialistas obtiveram a maioria nas eleições de 1920, em contínuo enfrentamento com o sindicato católico, que era dirigido pelo conde da Cortina. Durante a ditadura de Primo de Rivera (1923-1930), a indústria vitivinícola da cidade amadureceu e se expandiu enormemente. No âmbito sociocultural, se destaca a figura de dom Francisco de Alvear, Conde da Cortina, que fomenta a chegada das Escravas do Divino Coração e da Congregação Salesiana, ambas consagradas à docência, e o regresso da Companhia de Jesus. Além disso, o conde da Cortina adquiriu a casa de Inca Garcilaso de la Vega para doá-la ao povo de Montilla, com o fim de ali instalar uma biblioteca pública. Com a expansão do setor vitivinícola, os grêmios artesanais ficaram obscurecidos, e a cidade alcançou fama universal pela elaboração de excelentes vinhos, convertendo-se desde 1944 no núcleo mais significativo da denominação de origem Montilla-Moriles.
Nas eleições gerais de 1931-1933, os socialistas obtiveram uma maioria esmagadora. A Guerra Civil Espanhola foi especialmente sangrenta em Montilla, pois ninguém tentou freá-la como em outras localidades: a Igreja Católica participou do golpe e não deu nenhuma demonstração de piedade ou caridade. Tanto párocos como arcebispos casaram e batizaram à força pessoas que iam ser fuziladas no dia seguinte. Os militares controlavam Montilla desde 19 de julho. Foram registrados, entre 1936 e 1939, 114 fuzilamentos em um população de 20 000 habitantes. Posteriormente, se contabilizariam mais dezesseis. No entanto, os historiadores não estão de acordo com relação a esta cifra: a maioria das execuções não era inscrita no registro civil, e mais de trinta por cento dessas execuções foi registrada por testemunho oral, portanto se acredita que o número de execuções foi bem superior. Também foi instalado, em dois colégios femininos, um campo de concentração para prisioneiros republicanos que chegou a reunir mil homens.
A única opção que restou à população foi a fuga: milhares de pessoas fugiram até Espejo, um município vizinho a doze quilômetros de distância, no dia seguinte ao triunfo do golpe. Quando este caiu em setembro, fugiram até Bujalance, mais ao norte da província, de onde fugiram para Jaén quando caiu em mãos rebeldes. Destes exilados, oito acabaram recolhidos em campos de concentração nazistas, ao sair em 1939 da Espanha, e foram presos nos campos de concentração do sul da França em Argelès-sur-Mer e Barcarès. Quando a França caiu em mãos alemãs, alguns dos presos montillanos foram capturados e enviados a outros campos, como Mauthausen, enquanto outros conseguiram voltar à Espanha.
O pós-guerra foi especialmente duro. Se estima que, em 1939, havia cerca de quatrocentos montillanos em prisões. A partir de 1941, muitos foram liberados por falta de espaço. Nas prisões, não havia lugar para tantos presos, nem meios para mantê-los nos anos de fome. No entanto, a saída da prisão não era fácil: os republicanos encontravam, na maioria dos casos, suas casas saqueadas, unicamente com as paredes. Muitos tiveram que enfrentar os tribunais de responsabilidades políticas, sendo castigados com expressivas multas e submetidos a controle constante.
Nos anos 1960, houve a explosão da indústria vitivinícola, que colocou Montilla nos primeiros lugares da província. No entanto, a cidade não se livrou da febre migratória, sendo a Catalunha (Sant Joan Despí) e a Alemanha os principais destinos migratórios.
Hoje em dia, forma parte do triângulo de cidades considerado o motor da economia cordovesa.

## Partidos políticos

### Alcaides
| Mandato   | Nome do prefeito                   | Grupo           |
| --------- | ---------------------------------- | --------------- |
| 1979-1983 | José Luque Naranjo José García     | PCA-PCE PCA-PCE |
| 1983-1987 | Prudencio Ostos Domínguez          | PSOE            |
| 1987-1991 | Prudencio Ostos Domínguez          | PSOE            |
| 1991-1995 | Prudencio Ostos Domínguez          | PSOE            |
| 1995-1999 | Antonio Carpio Quintero            | IU              |
| 1999-2003 | Antonio Carpio Quintero            | IU              |
| 2003-2007 | Antonio Carpio Quintero            | IU              |
| 2007-2011 | Rosa Polonio Contreras             | PSOE            |
| 2011-2015 | Federico Cabello de Alba Hernández | PP              |
| 2015-2019 | Rafael Ángel Llamas Salas          | PSOE            |
| 2019-2023 | Rafael Ángel Llamas Salas          | PSOE            |

## Geografia e clima
Montilla se caracteriza por ter um clima semicontinental mediterrâneo, com verões quentes, longos e secos e invernos curtos. A temperatura média mínima é de 12,2 graus centígrados, e a temperatura média máxima de 25,7 graus centígrados. As horas de sol efetivo oscilam entre 2 800 e 3 000 por ano.
A localidade se assenta em um terreno plano, ao sul da província de Córdova, no centro geográfico da Andaluzia, com elevações suaves, próprias da Campina Sul Cordovesa, com uma altitude média de 372 metros acima do nível do mar. Dentre essas elevações, se destaca o Cerro do Macho, com setecentos metros de altitude. Nesta zona, também se encontra a serra de Montilla, a leste da cidade, formada por uma série de altas colinas. Na serra, se destaca o Cerro de São João, com várias espécies autóctones. Na serra, se encontram numerosos lagares, lugar de elaboração de vinhos e azeites.

### Lugares próximos
- Buenavista
- Cerro del Humo
- Cortijo Blanco
- Jarata
- Llano del Mesto
- La Magdalena y Tintín
- Lagar Finca Puntal
- Riofrío
- La Salud
- San Francisco
- La Toba
- Vereda del Cerro El Macho
- La Zarza
- Cuesta Blanca
- Cerro de Don Juan
- Cañada de Lerma (Cañalerma)
- Vereda del Chorrillo
- Descansavacas
- Fuente del Pez
- El Ventorrillo
- Piedraluenga
- Cañada de Vargas
- Fuente Martín Duelamo
- Finca - El Ejido

## Patrimônio histórico andaluz
Bens imóveis:
| Bem catalogado                   | Outras denominações | Web do bem | Tipo            | RP    | EA        | Data        |
| -------------------------------- | --- | ---------- | --------------- | ----- | --------- | ----------- |
| Antigo Convento de São Agostinho | Igreja e claustro do antigo convento de São Agostinho |            | Monumento       | B.I.C | Declarado | 30-IV-2001  |
| Antigo Convento de São Lourenço  | Antigo Convento de São Lourenço, Antigo Convento franciscano de São Lourenço, Horta de São Francisco, Horta do Adalid, Portada Plateresca do Convento de São Lourenço |            | Sítio Histórico | B.I.C | Declarado | 20-VI-2006  |
| Castelo                          | |            | Monumento       | B.I.C | Declarado | 25-VI-1985  |
| Convento de Santa Clara          | Igreja e Convento de Santa Clara |            | Monumento       | B.I.C | Declarado | 13-VII-1981 |
| Igreja de São Francisco Solano   | Antiga Casa de São Francisco Solano, Igresia Paroquial de São Francisco Solano, Igreja do Santo                                                                       |            | Monumento       | B.I.C | Declarado | 10-VI-1977  |
| Igreja de Santiago Apóstolo      | Igreja Paroquial de Santiago Apóstolo |            | Monumento       | B.I.C | Declarado | 30-IV-2001  |

## Edifícios civis

### Armazém do antigo castelo de Montilla
O castelo de Montilla, grande fortaleza medieval, foi destruído em 1508 por ordem do rei Fernando II de Aragão como castigo pela rebeldia de dom Pedro Fernández de Córdova y Pacheco, primeiro marquês de Priego, o que provocou, inclusive, a petição de magnanimidade do rei da França por tratar-se do berço do que foi o mais importante militar da época: o Grande Capitão.
Apesar do indulto da rainha dona Joana de Castela dois anos mais tarde, autorizando a reconstrução do castelo, isto nunca chegou a realizar-se. Mais adiante, no século XVIII, se construíram, no solar, os celeiros ducais e uma imensa fábrica de silhares, nos tempos de dom Nicolás Fernández de Córdova y de la Cerda, duque de Medinaceli e marquês de Priego. A edificação do armazém foi realizada sob as diretrizes do arquiteto cordovês Juan Antonio Camacho, que o dotou de três andares, o primeiro deles com cinco naves e o segundo com três.
O castelo foi adquirido em 1998 pela prefeitura de Montilla. Em 2007, se iniciaram as obras de adequação do imóvel para convertê-lo no Museu do Vinho da Andaluzia, com abertura prevista para 2015, contando com salas destinadas à temática vitivinícola e outras dedicadas à figura do Grande Capitão, que nasceu no antigo castelo.
Nas imediações do castelo, se encontram alguns jazimentos ibéricos datados do século VI a.C.

### Prefeitura e antiga igreja do hospital de São João de Deus
A prefeitura de Montilla é um dos edifícios civis mais importantes da cidade. Foi um antigo convento-hospital de são João de Deus, iniciado em 1601, perto da desaparecida ermida de santa Catarina, lugar onde Miguel de Cervantes situou uma das passagens de "O colóquio dos cachorros" ("Novelas Exemplares", 1613). A prefeitura é um edifício em pedra com fachada de inspiração neoclássica da época romântica. Apresenta uma estrutura simétrica, com uma torre na zona central com o velho relógio de esfera. O interior apresenta um claustro envidraçado rodeado de colunas com arcos. Por outro lado, a igreja de São João de Deus, hoje empregada como salão de exposições municipais, apresenta uma planta octogonal atribuída ao frei Francisco Álvarez.

### Casa das Águas
A Casa das Águas era um dos edifícios de caráter civil mais notáveis de Montilla. Foi construída em 1845 e está situada no centro histórico da cidade. A casa senhorial do século XIX está ordenada em torno de dois núcleos diferenciados, comunicados por um jardim. No entanto, o elemento mais característico do edifício é o pátio com pórtico que recebe os visitantes, composto por uma galeria de arcos sobre colunas toscanas no térreo.
Seu nome se deve aos depósitos de água que se encontram localizados na casa e que serviam para abastecer a cidade. O iniciador desses trabalhos e impulsor do abastecimento de água à população foi o engenheiro militar José María Sánchez Molero, que veio à cidade em busca do campus mundensis, em 1864. Viveu nessa casa junto com sua senhora até sua morte, passando logo a propriedade para as mãos de seu sobrinho Ángel Sisternes. Mais tarde, em 1940, a casa foi adquirida pela condessa de Aguilar, irmã do sétimo conde da Cortina.
"Até 1872, havia pouca água potável na cidade", observa Morte Molina em suas "Notas", nas quais já aparece uma primeira menção a um "edifício da rua São Fernando que alojava os depósitos de onde se distribuía água até os pontos mais afastados de Montilla".
A casa abriga, desde sua inauguração em 16 de junho de 2006, o único museu dedicado ao pintor José Garnelo. O segundo piso do edifício abriga a sede da Fundação Biblioteca Manuel Ruiz Luque, um bibliófilo montillano que, nos últimos cinquenta anos de sua vida, reuniu um extenso conjunto de 30 000 volumes, entre os quais se acha a melhor coleção de histórias locais da Espanha, bem como exemplares raros e uma ampla seção de manuscritos, abordando principalmente a história da Andaluzia nos século XVII e XVIII, contando inclusive com o manuscrito de fundação do Mosteiro da Cartuja, em Sevilha.

### Casa de Inca Garcilaso de la Vega
As primeiras fontes que fazem referência a este imóvel remontam a 1557. No edifício, residiu, durante três décadas, Inca Garcilaso de la Vega, o primeiro escritor da Ibero-América que publicou na Europa, e símbolo da miscigenação entre culturas. Em Montilla, passou grande parte de sua vida, e desenvolveu quase a totalidade de sua criação literária. Sua figura foi reconhecida pela Organização das Nações Unidas para a Educação, a Ciência e a Cultura, pois é citado na declaração de 23 de abril (data em que também faleceu Inca Garcilaso em 1616) que criou o Dia Internacional do Livro. Posteriormente, a casa foi adquirida pelo conde da Cortina, que a doou à localidade.

### Casa das Camachas
Edifício construído por volta do século XVI. Seu nome foi dado em função de sua proximidade com a pousada desaparecida onde viveram as Camachas, três bruxas. Uma delas, Elvira Garcia Camacha, é citada por Miguel de Cervantes em seu livro "O colóquio dos cachorros". Atualmente, os especialistas descartam qualquer relação entre esses personagens e o edifício.

### A Terça
Edifício residencial de princípios do século XX construído sobre a antiga terça, a casa onde se depositavam os dízimos e onde o marquesado possuiu algumas bodegas. O sétimo conde da Cortina, Francisco de Alvear y Gómez, edificou, neste lugar, em 1921, alguns apartamentos com fachada histórica que lembra o Palácio de Monterrey, em Salamanca. O edifício se caracteriza por arcadas baixas, corpo de balcões e galeria alta em arcos rebaixados, tudo centrado por uma portada de colunas e uma curta torre de planta retangular que preside a praça da Rosa.

### Teatro Garnelo
Teatro construído sob a direção do bibliófilo montillano Bernabé Fernández Canivel, seguindo a tendência estética do art nouveau. Foi inaugurado em 1917, adquirindo o nome dos irmãos Manuel (escultor) e José (pintor) Garnelo, célebres artistas montillanos, que guiaram artisticamente o projeto. No final do século XX, foi restaurado, respeitando-se sua fachada. O teatro limita com a capela da Rosa.

### Palácio dos duques de Medinaceli
Depois da demolição do palácio dos marqueses de Priego (posteriormente, duques de Medinaceli), estes construíram este palácio na parte baixa do bairro antigo da cidade, em tradição ainda maneirista. O palácio, considerado o edifício civil mais importante de Montilla, possui um aspecto sóbrio, e foi ampliado durante o século XVI. Atualmente, está dividido em duas casas de uso particular. Sua fachada em pedra dourada se estende por dois pisos. O acesso principal está na lateral direita, e o balcão superior apresenta os escudos da casa de Priego y Feria. No lado esquerda, se encontra um arco que conecta o palácio com o convento de Santa Clara. No outro extremo, existe um passadiço em arco. Esse arco comunicava o palácio com sua capela privada no convento de Santa Clara.

### Palácio do Conde da Cortina
Palácio de estilo neoclássico, embora com influência barroca, levantado por Diego de Alvear y Ponce de León no século XVIII. Dispõe de um pátio claustrado em dois pisos com colunas e arcos. O conde da Cortina, neto de Diego de Alvear, cedeu o palácio junto com outras dependências à Congregação das Escravas do Divino Coração, para fundar um colégio em memória de sua filha. Atualmente, é o centro de educação concertado "La asunción".

### Casa oratório São João de Ávila
A casa oratório de São João de Ávila, do século XVI, foi a residência de são João de Ávila até sua morte em 1569. O oratório, fundado pelos marqueses de Priego em 1547, foi levantado junto à ermida da Paz, de planta retangular com retábulo simples de decoração barroca. A casa, onde o santo escreveu parte de sua obra e preparou vários sermões, consta de dois corpos e dois pátios, mantendo o aspecto e a decoração contemporâneos à vida de são João de Ávila. Também dispõe de um patrimônio de peças de relíquias, pinturas e esculturas dos séculos XVI, XVII e XVIII.

### Arco de São Lourenço
A fundação do convento franciscano de São Lourenço de Montilla se deu em 1512, segundo as disposições testamentárias de Pedro Fernández de Córdova y Pacheco, primeiro marquês de Priego. Sua construção deve ter concluído no final do primeiro terço do século XVI, época de esplendor da cidade. O convento de São Lourenço, que a comunidade de franciscanos ocupou até 1794, quando o abandonou por problemas de conservação, se achava dentro do perímetro delimitado por uma cerca de alvenaria e taipa, que atualmente está conservada apenas parcialmente.
O ingresso no complexo conventual se efetuava por um portal de arenito junto à cerca. O vão do portal era um arco flanqueado por pilastras.
Sobre o arco, atribuído a Hernán Ruiz, o Velho, corre um entablamento com um friso esculpido com baixos-relevos de pergaminhos e vasos, com o brasão da família fundadora. Situada junto a onde esteve a igreja, está uma casa de trabalho e, a seu lado, uma torre de quatro pisos com estética neomudéjar.

## Edifícios religiosos

### Paróquia de São Tiago
Localizada na parte mais antiga da cidade, que rodeia os atuais restos do castelo de Montilla, até o início da estrada para Espejo e Granada, no bairro de La Escuchuela. A freguesia pode contar com aproximadamente 6 000 pessoas, quase um quarto da atual população de Montilla.
Sua origem remonta a princípios do século XVI, embora haja documentos que sugiram uma datação da primeira metade do século XV. Foi reconstruída no século XVI com material procedente do castelo. Nos séculos XVII e XVIII, foi reformada e ampliada, combinando elementos renascentistas e barrocos, com decoração gótica-mudéjar. Do século XVIII, datam a porta e a torre de ladrilho, obra do montillano José de Vela (1790), que substituiu a anterior realizada por Hernán Ruiz III em 1579. Cabe destacar que foi o único templo paroquial de Montilla até o final do século XIX. Entre as obras de arte da paróquia, se encontram: Ecce homo, de Juan de Mesa, o Moço (século XVII); "São Francisco Solano", de Pedro de Mena (século XVII); "Cristo de Zacatecas", crucifixo trazido do México (século XVI); pinturas de José Garnelo (século XX).
A paróquia consta de três naves separadas por arcos pontudos, as quais originalmente possuíam cobertura de madeira, da qual se conservam alguns restos na atual abóboda. A partir do século XVI, o templo foi decorado com capelas laterais, embora somente conserve seu aspecto original a capela de São João Batista, inaugurada em 1563. Também se destaca a capela barroca da Virgem do Rosário, de fins do século XVII, à qual se incorporou um camarim do século XVIII com revestimento rococó em madeira dourada, de Pedro de Mena Gutiérrez.

### Basílica de São João de Ávila
Os marqueses de Priego, através da mediação de Francisco de Borja e João de Ávila, que pediu para ser enterrado nela, como assim se fez, mandaram construir este templo sobre a antiga igreja de um colégio jesuíta fundado em 1552. Como a igreja ficou pequena, os jesuítas decidiram construir uma maior em 1726, no estilo típico da Companhia, porém as obras não chegaram a seu final devido à expulsão dos jesuítas em 1767. Depois da desamortização de Mendizábal, se tornou propriedade privada, até que Francisco de Alvear y Gómez de la Cortina, sexto Conde da Cortina, grande mecenas local, comprou o terreno e o imóvel e terminou a igreja, conservando a planta do modelo jesuíta e entregando-a à Companhia de Jesus, que a abriria ao culto em 1944.
A antiga Igreja da Encarnação e posteriormente Santuário de São João de Ávila foi elevada à categoria de basílica menor por decreto De titulo Basilicae Minoris de 20 de junho de 2012, firmado pelo prefeito da Congregação para o Culto Divino e Disciplina dos Sacramentos, o cardeal espanhol Antonio Cañizares Llovera.
O templo apresenta uma fachada de pedra com dois campanários. No seu interior, se distribui em planta de cruz latina com três naves, rodeada por capelas e tribunas superiores, cujo retábulo de madeira está dedicado ao Sagrado Coração de Jesus policromado de grandes proporções, atribuído a Félix Granda.
Tem retábulos e imagens barrocas e modernas. Entre suas pinturas, se destacam: um anjo da guarda atribuído a Juan de Valdés Leal; um são Domingo atribuído a Zurbarán; uma virgem da paz de autor anônimo do século XVI; várias pinturas atribuídas a Vicente López Portaña. Em seu interior, se encontram os sepulcros da casa nobiliária de Aguilar (marquesado de Priego) e, em uma escultura, as relíquias de são João de Ávila, patrono do clero secular espanhol e doutor da Igreja, por vontade do papa Bento XVI.

### Paróquia de São Sebastião
Considerado o templo mais antigo de Montilla, foi construído por volta do século XIII, após a conquista cristã da cidade, segundo a tradição, sobre o solar de uma antiga ermida visigoda e posteriormente mesquita. O destaque do templo é sua antiguidade, pois se trata de um edifício simples gótico-mudéjar com três naves e suas respectivas cabeceiras retas, segundo o modelo usual de então; naves que se cobrem com armaduras elevadas de madeira sobre arcos pontudos com apoios e capitéis ainda de tradição românica.
Apresenta um retábulo maior simples, de corte pós-renascentista, com a imagem do titular, que substituiu o anterior, e outros dois retábulos barrocos em ambos os lados do templo. Possui interessantes imagens, como uma virgem da consolação das irmãs Cueto, artistas montillanas, e outra virgem da consolação que, segundo a tradição, foi encontrada num forno de oleiro, e cujo vestido foi dado de presente por Isabel I de Castela em sua passagem pela cidade em 1491. No exterior, apresenta uma fachada triangular com campanário realizada com calcário. Seu interior consta de três naves de grossa colunas com capitéis com cabeceiras retas, seguindo o modelo gótico-mudéjar.

### Paróquia de São Francisco Solano
Qualificada como monumento histórico artístico nacional. Esta igreja paroquial, que atende a aproximadamente 4 000 pessoas, se encontra no bairro antigo de Montilla, no vicariato da Campina e arquissacerdócio de Montilla-La Rambla. Sua construção, atribuída a Melchor Aguirre, começou em 1681 sobre o solar da casa natal de seu titular, são Francisco Solano, padroeiro de Montilla, a pedido do licenciado Francisco Isidro de Alba, que já havia comprado o imóvel em 1664. Em 1726, ano de sua canonização, se ampliou a igreja por ação da casa ducal de Medinaceli.
A igreja apresenta planta de cruz latina com capelas laterais comunicadas entr si que formam naves menores. Seu desenho se articula por uma ordem gigante de pilastras toscanas, que marcam quatro seções na nave. Dentro de cartelas ovais, aparecem os bustos de são Francisco, são Boaventura, santo Antônio e outro santo franciscano, completando-se a composição com anjos, frutas, monstros e vegetais estilizados. Na parte da epístola, se localiza a capela da Virgem da Aurora, junto ao braço do cruzeiro. Foi custeada pela duquesa de Medinaceli em 1699, embora tenha elementos ornamentais que indicam uma data mais avançada no século XVIII.
O retábulo maior é obra de madeira dourada, contratada em 1728 por Francisco Sánchez Prieto, mordomo da Obra Pia, e Gaspar Lorenzo de los Cobos. O retábulo, com riquíssima e abundante decoração, é tipicamente barroco, com grande efeito.
A paróquia conta com: uma imagem de são Francisco Solano trazida de Granada em 1689; uma capela de Nossa Senhora da Aurora, copatrona de Montilla, de madeira talhada e dourada e de tamanho pequeno mas de alto nível artístico. A imagem da virgem, atribuível ao círculo do granadino Diego de Mora e datada de 1698, se situa de pé sobre o pedestal de nuvens com cabeças de querubins, vestindo uma túnica vermelha e, à altura da cintura, um manto recolhido sobre o braço esquerdo, caindo até os pés pelo lado contrário. A virgem tem um rosto doce, demarcado por uma cabeleira de sinuosas voltas. Porta, em sua mão direita, um estandarte de prata e, em sua mão esquerda, um menino Jesus nu em gesto de bendição. Do mesmo modo, a paróquia conta com imagens importantes como a Virgem da Solidão (de grande devoção) e o Cristo de Medinaceli ou "Resgatado".

### Paróquia de Nossa Senhora da Assunção
A paróquia se localiza em pleno centro do popular bairro do Grande Capitão, as conhecidas "Casas Novas", com uma freguesia de aproximadamente 9 000 pessoas. As obras começaram em 1962 com o apoio de todos os vizinhos, com a chegada a esta cidade de um jovem sacerdote montillano procedente de Aguilar de la Frontera, que passou a se encarregar de uma pequena ermida dedicada a Nossa Senhora da Misericórdia.
O nome dessa paróquia procede de uma imagem da Virgem da Assunção doada por Francisco de Alvear, conde da Cortina, em agosto de 1956. Em 1969, o bispo de Córdova deu a bênção a esta nova paróquia de Nossa Senhora da Assunção.
É um templo de construção moderna, com um cruzeiro central e dois laterais, dois retábulos do Senhor na Santa Ceia e Maria Santíssima da Estrela. Da mesma forma, encontramos um retábulo com o Santíssimo Cristo da Boa Morte do século XVII, obra de Pedro de Mena. A capela do santuário se encontra na lateral, com um retábulo que ressalta a imagem do Ressuscitado.
O altar-mor da paróquia é presidido por uma imagem do Santíssimo Cristo da Paz, crucificado obra do artista cordovês Miguel Arjona Navarro. Ao lado, está a imagem da titular da paróquia, Nossa Senhora da Assunção, obra de  Amadeo Ruiz Olmos. Do outro lado, há uma imagem de são José. Se expõe, também, a Cruz Paroquial e candelabros, em prata lavrada nas oficinas sevilhanas de Antonio Santos.
Na capela do batistério, há uma imagem de Maria Auxiliadora, a qual goza de grande devoção em Montilla. A paróquia também conta com alguns quadros de são Francisco Solano e de Nossa Senhora da Aurora, padroeiros da cidade, entre outros.

### Convento de Santa Clara
Edificado por ordem do primeiro marquês de Priego, Pedro Fernández de Córdova, em 1512, e estabelecido nas proximidades do palácio de sua família. A partir de 1525, tornou-se o convento de Santa Clara do ramo feminino da ordem franciscana, criado por María Jesús de Luna, filha do marquês, depois da permissão de sua irmã, Catalina Fernández de Córdova, herdeira do morgado. Em 1525, María Jesús de Luna iniciou uma pequena comunidade no convento, formada por oito religiosas e três fiéis. Do mesmo modo, a condessa de Feria, Ana de la Cruz, filha do primeiro duque de Arcos de la Frontera, vestiu o hábito de monja clarissa no convento de Montilla em 1552, sendo guiada e orientada por são João de Ávila. Conta com um portal gótico-plateresco e uma porta com artesoado mudéjar, assim como um retábulo maior churrigueresco (século XVIII).
Nessas datas, se formou sua igreja, uma formosa mostra do gótico-mudéjar cordovês, que foi atribuído a Hernán Ruiz I. Tem nave e cabeceira quadrada com magníficos artesoados mudéjares. No presbitério, oferece uma disposição oitavada, salvando as esquinas com vieiras encaracoladas.
Igualmente magnífico é o portal gótico-renascentista, com evidente relação com o primeiro dos Hernán Ruiz. Entre pináculos, se abre em arco trilobulado com cardina gótica e um complexo rendilhado de arcos cruzados, cuja exuberância lembra o gótico manuelino. A parte de remate se ajusta melhor a um plateresco inicial, como se vê no nicho de santa Clara e em suas pilastras.
Esse convento está declarado local histórico nacional. Seu interior abriga importantes obras de arte. É a joia das igrejas de Montilla, e uma das joias mais importantes do patrimônio conventual andaluz, dos pontos de vista arquitetônico, pictórico e escultórico. A coleção do Menino Jesus, em suas distintas denominações, é uma joia. Dispõe de uma quantidade incomparável de relíquias. O convento conta com pequenos oratórios e capelas profusamente decoradas. O convento possui até um suposto pedaço da cruz de Cristo.
As monjas de clausura elaboram magníficos doces que podem ser adquiridos através da roda conventual. Sua fachada externa junto ao arco de Santa Clara é um dos mais belos locais de Montilla.

### Convento de Santa Ana
O convento, de estilo toscano, foi erigido sobre uma antiga mesquita na primeira metade do século XVI. Foi construído em 1594 para franciscanas concepcionistas. A partir de 1630 e até 1645, se realizou a edificação da igreja, que apresenta três naves, com cruzeiro coberto por cúpula com reboco sustentado por colunas toscanas e arcos que separam os três espaços. Destaque para o reboco da cúpula e os pendentes, que possuem evidente parentesco com outros conjuntos de reboco da cidade.
O retábulo maior, um dos conjuntos artísticos mais importantes de Montilla, está presidido por uma escultura barroca da Imaculada Conceição, obra de Pedro Roldán, e se completa com outras esculturas. Destaque para o retábulo da esquerda, dedicado a são José, obra de Gaspar Lorenzo de los Cobos. A decoração se remata com outros retábulos menores disseminados pelas laterais, como a Dolorosa, obra de Pedro Duque Cornejo (século XVIII). O exterior é simples, inclusive o portal da igreja, embora o seu campanário seja muito bonito, somente comparável ao de Santa Clara, também do século XVII.
O retábulo maior abriga seis imagens de Pedro Roldán de meados do século XVII, e é um dos conjuntos artísticos mais importantes de Montilla.

### Igreja-oratório de São Luís
Hoje em dia, está adjunta a um estabelecimento educativo, porém foi construída pelos marqueses de Priego e duques de Medinaceli em 1655 para celebrar o nascimento de seu primeiro filho varão. O templo é muito simples e característico da arquitetura montillana de então, com reboco com o brasão dos fundadores. Destaque para os detalhes barrocos, retocados posteriormente pelas distintas comunidades religiosas que se encarregaram do centro de ensino ao qual pertence a igreja, os característicos brasões em reboco e a arte das fechaduras, obra de fino artesanato cordovês.

### Igreja-santuário de Maria Auxiliadora
É o templo do colégio salesiano de Montilla, cuja origem remonta a 1899. A construção, de estilo neogótico, começou no verão de 1929 sobre os terrenos do antigo cemitério da Veracruz, junto ao castelo. Conta com ampla nave única, terminada em uma cabeceira poligonal. O retábulo maior é de madeira policromada e dourada, datada de 1927, o mesmo se dando com a Virgem, de 1900. A imagem de Maria Auxiliadora foi coroada canonicamente pelo bispo de Córdova, frei Albino González, em 14 de maio de 1950, na praça da Rosa.
No interior, destacam-se os retábulos, a abóboda de cruzeiro e as janelas. O mais interessante, no entanto, é o retábulo de são Francisco Solano, obra dos irmãos Garnelo (1939), que rompe com a linha neogótica do conjunto. Em 1976, o templo foi desmantelado, apesar da oposição do povo montillano, começando a ser usado como salão de múltiplas finalidades, inclusive como local de reunião de partidos políticos durante a Transição Espanhola. Cinco anos depois, se aceitou a iniciativa popular de recuperação do templo, abrindo-se de novo o culto em 1983, depois de mais de um ano de trabalhos de recuperação de três dos antigos retábulos e outros ornamentos. Em 1988, se construiu o campanário, que também havia sido derrubado.

### Igreja e convento de Santo Agostinho
Fundado em 1520 e situado no campo de Santo Agostinho, a igreja e o convento foram declarados bens de interesse cultural, pois são raros remanescentes da ordem de Santo Agostinho. A origem do convento se situa em uma antiga ermida, reconstruída em 1518 por Alonso Sánchez, o Forte de Leão, que estipulou, em seu testamento, a cessão da mesma para a fundação de um convento agostiniano.
Um ano depois, começaram as obras da igreja. Construída no século XVII, em 1748 foram realizadas reformas incluindo a construção de um novo claustro e de um novo teto. Depois da desamortização dos bens eclesiásticos, passou a ser hospital municipal a partir de 1835. Dez anos depois, os irmão de são João de Deus se instalaram no local. Entre 1884 e 1885, foram reconstruídos o teto e o coro, que haviam caído, com financiamento da prefeitura.
A igreja possui planta de cruz latina, com uma nave coberta por abóboda de berço rebaixada dividida em três partes e coro alto a seus pés. O cruzeiro se define por pares de grossas colunas na esquina, e se cobre com abóboda elíptica sobre pendículo; os braços do cruzeiro e a cabeceira possuem abóboda de berço e luneta. O presbitério, de duas partes e elevado, tem seus paramentos laterais articulados por pilastras de ordem toscana e duas grandes molduras de reboco que abrigam pinturas a óleo com cenas alusivas a santo Agostinho. No lado do Evangelho, um arco fechado por uma rede de madeira dá lugar à capela de Jesus Nazareno, erigida sob o patrocínio dos Fernández de Córdova entre 1677 e 1689, cuja planta repete a da igreja. No lado da Epístola, se encontram três nichos com retábulos e a conexão com o claustro. Este, erguido em meados do século XVIII, centralizava o antigo edifício conventual. Apresenta planta quadrada com lados de cinco vãos cada. O térreo possui colunas de mármore vermelho de Cabra que apoiam arcos de volta perfeita de rosca moldurada com chave ressaltada e motivos ornamentais nos pendículos, destacando-se os corações alusivos ao fundador.

### Igreja de São João de Deus
Antigo convento-hospital, foi erguido na região onde ficava a ermida de Santa Catarina. Sua origem remonta a 1601. Renovou sua igreja no século XVIII, entre os anos 1765 e 1770. A fachada é de inspiração neoclássica; no entanto, apresenta uma planta octogonal atribuída a frei Francisco Álvarez, construtor de Bada nas igrejas hospitalárias de Granada e Lucena. Atualmente, é utilizada como salão municipal de exposições e atos culturais. Se trata de um edifício simples, porém com um traçado original e único na província. É citado por Miguel de Cervantes em sua obra "O colóquio dos cachorros" ("Novelas exemplares", 1613).

### Igreja da Misericórdia
Templo dos anos 1950; no entanto, desde o século XVI existiu uma ermida com esse nome. Apresenta uma única nave que evoca o aspecto das construções do gótico popular. Sua fachada aparece coroada por um campanário de dois corpos com desenho barroco andaluz. É lugar de referência na romaria da Virgem das Vinhas e nas celebrações religiosas da festa da colheita.

### Ermida do Santico
Construída em 1821 por iniciativa de Alonso Delgado e custeada pelo grêmio de curtidores e sapateiros. Possui pequenas dimensões, com telhado de duas águas, campanário e um salão interior. Foi erigida no bairro de Tenerías ("Curtidores"), muito relacionado com os milagres do santo. Segundo a tradição, são Francisco Solano, quando menino, parava para descansar quando ia à horta de Las Minas para levar comida a seu pai, Mateo Sánchez Solano, que cultivava a horta. Em seu caminho até Huelma, o pequeno Francisco costumava se deter na rua Córdova com muitos meninos pobres de Tenerías, a quem entregava, além de seus ricos ensinamentos, algumas esmolas e parte do alimento que levava a seu pai.

### Ermida de São José
Situada na rua a que dá nome desde o século XVI, pertenceu à confraria dos carpinteiros. Edificada no primeiro terço do século XVI, foi ampliada em 1703 com o anexo de arcada dupla sobre grossa coluna toscana. O interior está organizado em duas naves de diferente tamanho: na maior, há um retábulo de estilo barroco estofado em ouro, de estilo barroco decadente, com cenas do morte do santo e, nas laterais, telas com cenas de sua vida.

### Ermida da Rosa
Construída na praça da Rosa de Montilla, sua origem remonta ao século XVI. Foi custeada pelo povo. Sofreu uma grande transformação em 1763. O edifício é de nave única, com abóboda de berço decorada interiormente com estuque leve. A igreja possui um coro alto de planta côncava. O portal é do século XVIII, de jaspe vermelho. Destaca-se o retábulo maior rococó em madeira policromada, e o Cristo da Coluna do escultor local Juan de Mesa, o Moço (não confundir com o escultor cordovês Juan de Mesa y Velasco, autor do Grande Poder de Sevilha, entre outras obras), de 1601.

### Ermida de Belém
Construída em 1662 (embora haja escritos que comprovem que a ermida já podia existir um século antes) por Francisco Mazuelo no sítio conhecido como Cristo dos Caminhantes, fundando também a confraria de Nossa Senhora do Povo. Teve que ser reedificada nos anos 1808-1820. Seu nome vem da grande popularidade e devoção que alcançou no século XVIII a imagem ali instalada da Virgem de Belém. O templo possui vários altares e coro alto. No seu interior, se destaca a imagem de Nossa Senhora de Belém, da segunda metade do século XVII.

### Ermida da Paz
Se trata de um pequeno templo no interior da casa-oratório de são João de Ávila, apóstolo da Andaluzia, fundado pelos marqueses de Priego em 1547. É um espaço retangular com um retábulo simples de decoração barroca que contém: a efígie de Nossa Senhora da Paz; um crucifixo barroco do século XVII; uma escultura policromada de Ana, mãe de Maria, de excelente estilo barroco, desse mesmo século e atribuída a Pedro Roldán; e algumas telas, sobressaindo-se a do beato Pedro de Madri.

### Ermida da Sagrada Família
A ermida, de 250 metros quadrados, tem capacidade para 110 pessoas, com um desenho vanguardista e de notória beleza. É particularmente inovador o fato de que a fachada principal está fechada por placas de cristal blindado, o que proporciona luz e comunicação com o exterior. A arquiteta, os construtores e os autores do santuário, do Cristo, da cruz, do quadro da Sagrada Família e do mobiliário são naturais de Montilla. Sua construção se deve à existência de uma parte da comunidade da paróquia de são Sebastião que possuía dificuldades de acesso ao templo paroquial. Foi completada em 2010, no quarto centenário da morte de são Francisco Solano.

### Capela da Sagrada Descida
Compõe-se de um corredor comprido, com teto e abóbodas de volta perfeita, com um pequeno coro na parte superior. Ao fundo, o altar-mor da capela é composto por uma cortina de veludo negro, com dossel da mesma cor e galões dourados. Ao centro, a imagem do Senhor da Descida com a Virgem da Encarnação a seus pés.

### Capela do Beato Miguel Molina
Capela localizada dentro das dependências do colégio salesiano São Francisco Solano. Foi inaugurada em 1976 com a finalidade de substituir o santuário de Maria Auxiliadora, que havia sido desmantelado nas polêmicas reformas levadas a cabo no colégio nos anos 1970. Depois da recuperação do santuário em 1983, esta capela continuou aberta ao culto, embora, em uma reforma posterior, veria reduzidas suas dimensões, perdendo uma das alas que a conformavam originalmente.  Em 2007, devido a sua beatificação, foi dedicada ao mártir presbítero salesiano e montillano Miguel Molina de la Torre (Montilla, Córdova, 17 de maio de 1887 - Ronda, Málaga, 28 de julho de 1936), executado no começo da Guerra Civil Espanhola por milicianos.

## Museus

### Museu Histórico Local
No Museu Histórico de Montilla, o visitante pode conhecer a história da cidade, desde a pré-história até os dias de hoje, passeando pelas culturas ibera, romana, visigoda, muçulmana e cristã. O museu possui titularidade municipal, sendo administrado conjuntamente pela Associação Arqueológica Agrópolis. Se incorporou ao registro de museus da Andaluzia em 1997.

### Museu Garnelo
O museu ocupa oito salas da Casa das Águas, o vestíbulo, a escada principal e as quatro galerias de cristal adjacentes ao pátio. As 180 obras que compõe a coleção cobrem todas as fases do pintor José Garnelo y Alda. Também é composto pela fundação biblioteca Manuel Ruiz Luque, com 30 000 volumes, que é a maior coleção de história local da Espanha.

### Casa Museu de Inca Garcilaso
A primeira referência a este imóvel aparece em 1557, quando Alonso de Vargas a adquire como residência. Em 1950, o historiador peruano Raúl Porras Barrenechea, com a colaboração do escritor montillano José Cobos, identificou esta casa como a casa em que, durante trinta anos, viveu Inca Garcilaso, sendo posteriormente adquirida pelo conde da Cortina, que a doou à cidade. No térreo, se encontra o escritório onde Garcilaso escreveu grande parte de sua obra. Na mesa, flanqueada pelas bandeiras do Peru e dos povos indígenas, se expõe cofres com material constitutivo da casa em Cusco onde nasceu Garcilaso, doado pelo governo peruano. Também se encontram, na sala, dois cetros de mando peruanos e uma edição original portuguesa de 1609 de "Comentários reais dos incas". Junto ao escritório de Garcilaso, se acha uma das salas de maior tamanho: a biblioteca, presidida por um quadro de Cervantes e um busto de são João de Ávila. Abriga mil obras relacionadas à Ibero-América. A porta foi talhada à mão no século XIX. A casa conta com a única bodega pública (anteriormente, era a cozinha da casa) da cidade, onde se encontram as Botas Reales, grandes barris assinados pelos reis Afonso XIII de Espanha, Juan Carlos da Espanha e Sofia da Grécia. Nela, se celebram atos como a entrega das chaves da casa ao capataz de honra da festa da vindima, simbolizando a custódia dos caldos da denominação de origem Montilla-Moriles. A partir da antessala da bodega, se alcança o Pátio dos Limões, que era utilizado antigamente como saída dos cavalos. Ademais de grandes limoeiros, se pode contemplar uma magnólia, uma prensa vertical e uma grelha de forja pertencente ao antigo cárcere de Montilla. No interior deste sóbrio edifício, se encontra o centro de informação ao turista de Montilla.

### Envidarte: centro de interpretação de arte e vinho
Construído sobre uma antiga nave industrial reabilitada, combina exposições permanentes referidas à cultura do vinho com exposições temporárias. É sede do congresso regulador da denominação de origem Montilla-Moriles.

### Museu do Azeite Juan Colín
Referente à história e cultura do azeite. Mostra os sistemas de extração de azeite que eram utilizados na fazenda Juan Colín, que foi criada no final do século XVI. Seu nome se deve a Juan Colín, que ocupou os cargos de tenente-prefeito e xerife da cidade. A fazenda se dedicou, num primeiro momento, à criação de cavalos, o que está expresso num grande quadro da afamada pintora local María José Ruiz López. Posteriormente, se dedicou à extração de azeite. No século XX, se dedicou à indústria vinícola.

### Galeria de arte José Pedraza
Galeria de arte situada no Centro da cidade, acolhendo obras tanto de artistas locais como de artistas de outras localidades.

## Zonas verdes e parques
Montilla é, depois de Priego de Córdova, o município cordovês com mais fontes e mananciais inventariados. A província tem, inventariados, 333, sendo que 56 estão em Priego, trinta em Montilla, 22 em Carcabuey e vinte em Lucena. A Agência Andaluza de Água do Conselho do Meio Ambiente iniciou, na cidade, ações de conservação de fontes e mananciais. Foram construídas rotas nesses pontos para que todos conheçam sua importância.
A cidade conta com grande número de espaços verdes e parques infantis. Dois deles são os parques mais antigos da província: o passeio de Cervantes e o parque das Mercedes. O primeiro foi iniciado em 1817, marcando o final da zona urbana com arcos mudéjares que foram derrubados em 1962. O passeio conserva a antiga Rotatória dos Músicos. No centro, junto a fontes de água, se destacam as esculturas que simbolizam a mestiçagem entre Espanha e Peru, em alusão a Inca Garcilaso de la Vega. Já o parque das Mercedes, projetado pela prefeitura em 1848, construído em 1853 e remodelado em 1988, está localizado a oeste do núcleo populacional. Conta com monumentos ao Grande Capitão e a são Francisco Solano, assim como com árvores centenárias. Da época de sua construção, ainda se conservam a escada de acesso e as duas casinhas de planta octogonal que a flanqueiam, dentro das quais existem macacos, o que conferiu, ao parque, a alcunha de "Parque dos Macacos". Os maiores e mais importantes parques da cidade são o parque Tierno Galván e o parque Pároco Antonio Gómez. O primeiro está situado fora da zona urbana, conta com superfície de 23 hectares, e zonas para petanca, esqueite e grafites. Com a última remodelação, se introduziram plantas autóctones. Já o parque Pároco Antonio Gómez situa-se no bairro do Grande Capitão.

## Reciclagem
A cidade conta com um ponto de reciclagem no polígono industrial Llanos de Jarata, aberto de segunda a sábado.
A cidade participa, junto com outras, do programa Cidade 21, iniciado em 2002 a partir de um convênio entre a Federação Andaluza de Municípios e Províncias e o Conselho de Meio Ambiente e Ordenação de Território da Junta da Andaluzia, visando à preservação do meio ambiente e da paisagem rural e ao desenvolvimento sustentável.
Existem lixeiras enterradas para reciclagem de vidro, papel, plástico e lixo orgânico. Também existem lixeiras laranjas para reciclagem de azeite. Estas lixeiras podem conter duzentos litros de azeite.

## Economia
O setor econômico mais forte é o de serviços, pois a cidade centraliza as atividades comerciais e administrativas das localidades vizinhas. É sede comarcal dos principais organismos e instituições e cabeça de comarca.
Montilla se situa em uma das zonas mais dinâmicas da província, junto com a Subbética, por sua posição, os serviços que oferece e seu povo. Influi de maneira notória em Montemayor, Moriles, Espejo, Montalbán de Córdova, Aguilar de la Frontera, Fernán-Núñez, La Victoria (Córdova), San Sebastián de los Ballesteros, Santaella e La Rambla (Córdova). Portanto, a cidade influi nos quase 70 000 habitantes da região.
O desenvolvimento do setor de serviços explica a existência do grande número de bares, restaurantes e locais de entretenimento na zona urbana, periferia e até no Polígono Industrial Llanos de Jarata I. A cidade conta com um pavilhão desportivo, um polidesportivo, piscinas ao ar livre, piscina climatizada, salas de exposição, recinto para feiras e exposições... Cabe destacar que a renda média dos montillanos é uma das dez mais altas de toda a província de Córdova.
Depois do setor terciário, segue, em importância, o setor secundário, com a indústria agroalimentar e o setor frigorífico, com a presença, entre outros, do grupo Ciat na cidade. A planta de produção da empresa, localizada no Polígono Industrial de Llanos de Jarata I, apresenta 40 000 metros quadrados de área, o que representa trinta por cento de toda a superfície industrial dessa multinacional francesa. Cabe destacar que Montilla e Lucena concentram onze das principais empresas do setor frigorífico, as quais faturam por volta de 190 milhões de euros e empregam cerca de 1 370 pessoas. Cinquenta por cento dos aparelhos de ar-condicionado que existem nos centros comerciais da Espanha são procedentes de Montilla. Também encontramos, em Montilla, uma forte indústria têxtil, com empresas como Rioma, que foi pioneira no setor e a primeira indústria têxtil da Andaluzia. Entre os êxitos dessa empresa, destacam-se: Néon, o tecido criado pela Rioma que chegou a ser o mais vendido no mundo entre a década de 1980 e a década de 2000; e Baghera, hoje popularmente conhecido como suede, o tecido de tapeçaria mais vendido no mundo. A Rioma distribui seus produtos em mais de oitenta países, e é pioneira na Europa no uso de estamparia convencional, digital e laser.
O setor com menor peso na economia montillana é o primário, que perdeu importância em favor do setor terciário. A indústria vitivinícola, atualmente, representa menos de dez por cento da economia local. Destaca-se, no setor primário, a produção de azeite, que faz parte da denominação de origem protegida Lucena, junto com Aguilar de la Frontera, Benamejí, Encinas Reales, Iznájar, Lucena, Monturque, Moriles, Puente Genil e Rute. Essa denominação de origem abrange 126 747 hectares, dos quais 72 438,44 são dedicados ao cultivo de oliveiras. A espécie de oliveira utilizada predominantemente nessa denominação de origem é a hojiblanco.
Cabe destacar a importância mundial da denominação de origem Montilla-Moriles, que abrange Aguilar de la frontera, Montilla, Moriles, Doña Mencía, Montalbán de Córdova, Monturque, Nueva Carteya e Puente Genil, assim como parte de Baena, Cabra, Castro del Río, Espejo, Fernán-Núñez, La Rambla, Lucena, Montemayor e Santaella; todos esses municípios pertencem à província de Córdova. Desde os anos 1960, Montilla se estabeleceu como um dos focos econômicos da província, e se firmou como parte do triângulo de cidades conhecido como "motor da economia cordovesa".
Atualmente, Montilla apresenta um considerável aumento do turismo, já que, nos últimos anos, duplicou o número de turistas na cidade, atraídos pelos patrimônios religioso e civil da cidade. Os turistas também são atraídos pelo triênio jubilar em honra a são João de Ávila, doutor da Igreja e orago do clero espanhol. A rota do vinho de Montilla-Moriles e suas numerosas bodegas fazem, da cidade, uma referência turística da província. Para promover o turismo, a prefeitura divulga a cidade em feiras como a Fitur, convida jornalistas estrangeiros para visitar a cidade e mantém postos de informação ao turista na cidade.
| Turismo                   | |
| ------------------------- | --- |
| Restaurantes (2006)       | 16 |
| Hotéis                    | 7 Hotel Don Gonzalo * * * Hotel Los Felipes * Hotel El Alfar ** Hotel Rural Hacienda La Vereda ** Casa Rural Cuesta Blanca Cortijo El Pinar Finca Buytrón |
| Hostais (2010)            | 1 BELLIDO * * Web |
| Casas Rurais              | Finca El Buytrón. Casa Rural Cuesta Blanca. Cortijo El Pinar.                                                                                             |
| Lugares em hotéis (2006)  | 124 |
| Lugares em hostais (2010) | 75 |

## Saúde
A cidade conta com um centro de saúde e um centro de saúde mental, que atende a moradores de outras localidades, dependente do Serviço Andaluz de Saúde, situado na avenida da Andaluzia. A cidade também conta com várias clínicas privadas.
Nas imediações da cidade, se localiza o Hospital Comarcal de Montilla, inaugurado em 24 de fevereiro de 2004. Ele utiliza o modelo da alta resolução, pelo qual o paciente, no mesmo dia, é atendido pelo médico, realiza os exames e volta para casa com o diagnóstico e tratamento, poupando viagens. O hospital atende a uma população vizinha de aproximadamente 64 000 habitantes, divididos entre os municípios de Aguilar de la Frontera, Fernán Núñez, La Rambla, Montalbán, Montemayor e Montilla.

## Educação
Existem cinco centros que fornecem a instrução secundária obrigatória, sendo dois deles públicos.
- IES Inca Garcilaso (bilíngue)
- IES Emilio Canalejo Olmeda
- Centro de bachillerato San Juan de Ávila
- Colegio Salesiano: San Francisco Solano (bilingüe).
- Colegio San Luis y San Ildefonso.
- Colegio La Asunción.

A cidade possui oito centros de educação primária, os cinco primeiros de caráter público:
- Beato Juan de Ávila.
- Gran Capitán (bilíngue).
- Vicente Aleixandre.
- San Francisco Solano.
- San José.
- Colegio Salesiano: San Francisco Solano (bilíngue).
- Colegio San Luis y San Ildefonso.
- Colegio La Asunción.

Montilla será sede da Escola Nacional de Guardas, dirigida à formação de guardas rurais nos âmbitos privado, marítimo e de caça.

## Transporte
A Andaluzia conta com três aeroportos internacionais: Málaga, Sevilha e Granada-Jaén. Os três se encontram a pouco mais de uma hora de Montilla. Outros aeroportos, de caráter nacional, são os de Jerez e Almería.
Quanto ao transporte público nas estradas, a cada 45 minutos, aproximadamente, saem ônibus que ligam Montilla à cidade de Córdova e vice-versa, num trajeto de aproximadamente cinquenta minutos. Também existe ligação com outras cidades espanholas como Málaga, Madri, Granada e toda a província de Córdova. Montilla conta com estação rodoviária. A cidade se localiza junto à rodovia A-45 Córdova-Málaga, a 25 minutos da capital cordovesa, a uma hora de Málaga e da Costa del Sol, e a oitenta minutos de Granada ou Sevilha. A partir do centro da península, se pode atingir Montilla pela Autoestrada da Andaluzia (440 quilômetros a partir de Madri). Devido à pouca distância em relação à Costa do Sol ou Granada, a partir da cidade é possível desfrutar tanto das cálidas praias atlânticas ou mediterrâneas quando da neve na Serra Nevada.
O transporte ferroviário na Andaluzia tem, por destaque, o AVE, linha espanhola de alta velocidade, que une Madri e Sevilha em menos de três horas e Córdova e Sevilha em quarenta minutos. Montilla conta com uma estação ferroviária dentro da antiga linha ferroviária Madri-Córdova-Málaga, já que a abertura da linha AVE entre Madri e Málaga em dezembro de 2007 fez desaparecer essa conexão.

### Ônibus urbanos de Montilla
Montilla conta com duas linhas de ônibus. A primeira percorre toda a cidade e a segunda vai do Centro até o Hospital Comarcal de Montilla.

## Meios de comunicação
- Montilla Televisión
- Onda Cero Radio.
- Nuestro Ambiente.
- La Corredera.
- www.montillaonline.com
- Montilla Digital
- Montilla Abierta

## Gastronomia
A privilegiada situação geográfica de Montilla lhe permitiu contar sempre com produtos frescos e variados, como os pescados de Málaga, carnes da serra e verduras das hortas, os quais, realçados com os diferentes vinhos da terra, deram lugar a receitas muito pessoais, como as alcachofras à montillana e os rins à Montilla.
Como primeiros pratos frios baseados em vegetais, são típicos o salmorejo, que costuma contar com sardinhas ou anchovas como guarnição, e o gaspacho branco, feito com alho e ovo. Quanto ao pescado, o bacalhau costuma vir acompanhado de laranja picada, cebola, ovo cozido e grão-de-bico, sendo consumido especialmente na Semana Santa. O crispim é um croquete largo, feito à base de merluza e batatas, que se serve com dois molhos: maionese e de tomate, típico da localidade.
Entre as carnes, são típicos os flamenquines, filetes de porco enrolados com presunto serrano dentro, e as carnes adobadas.
Os doces são um item à parte. As gachas de mosto são feitas com suco de uva, ao qual se adicionam amêndoas e farinha. O arrope é mosto fervido até que fique muito reduzido. São típicos os doces elaborados nas várias festividades do ano, como as tortillas da páscoa, as gachas dos santos, os borrachuelos e pestiños da Semana Santa, as castanhas e nozes do dia da aurora, e as sopaipas em todas as festas.
Destacam-se os alfajores de amêndoa e os bolos de cabelo de anjo e massa folhada da centenária confeitaria montillana de Manuel Aguilar.

### Vinho de Montilla
As terras albarizas de Montilla são solos de primeira qualidade para a obtenção de vinho. Junto com as altas temperaturas, foram propícias para o desenvolvimento da casta Pedro Ximénez, originária do rio Reno, que teria sido trazida por um soldado dos terços de Flandres chamado Pedro Ximénez, ou Peter Siemens, em sua versão alemã.
A fabricação do vinho de Montilla é realizada em barris de carvalho americano mediante o sistema de criaderas e soleras, que consiste em ir mesclando parte dos vinhos mais novos, situados nos níveis superiores, com os mais velhos, das filas inferiores, deixando para o consumo os que estão sobre o solo.
O vinho fino é o mais difundido, de cor amarelo-pálido, aroma pungente, seco e levemente amargo, com um conteúdo alcoólico de aproximadamente catorze graus, que é obtido nesta terra de forma natural, sem aditivos. O amontillado é um vinho fortificado, de cor ouro-envelhecido, de aroma intenso, seco, suave e cheio ao paladar, com uma graduação alcoólica entre dezesseis e 22 graus. O oloroso é um vinho fortificado de cor mogno-escuro, aromático, com muito corpo, cheio, aveludado, seco ou ligeiramente suave, vigoroso, de graduação entre dezesseis e dezoito graus. O vinho Pedro Ximénez é naturalmente doce, de cor rubi-escuro, obtido a partir do mosto da uva de mesmo nome, submetida a fermentação alcoólica parcial.
Recentemente, se vêm comercializando vinhos jovens, que têm menor teor alcoólico - entre dez e doze graus - e são mais frutados, sendo elaborados com outras castas de uvas, e também os vinhos de jarra, frescos, que não passam por madeira ou por outros tratamentos. É uma novidade, em Montilla, a elaboração de vinhos tintos, que, a cada ano, ganham em qualidade e difusão.

## Festas

### Noite de São Sebastião
Os moradores do bairro de La Silera celebram a festa do seu padroeiro em 20 de janeiro.

### A candelária
Em 2 de fevereiro, se celebra a festa da Candelária, quando as famílias degustam as tradicionais roscas da Candelária.

### Carnaval
Dura aproximadamente três semanas. Na primeira semana, acontece o concurso de agremiações carnavalescas Prudencio Molina, no teatro Garnelo. Na segunda semana, acontece a Cavalgada de Carnaval. A terceira semana é finalizada com o Enterro da Sardinha, quando as pessoas empunham seus espetos de sardinha para celebrar o fim do carnaval e o início da quaresma.

### Semana Santa
A Semana Santa montillana tem muitas particularidades: ricos atos religiosos na quaresma, atos culturais únicos na Espanha - como a Sentença Romana a Jesus -, discursos, saetas, mostras gastronômicas... A semana começa com a sexta-feira das dores (a sexta-feira anterior ao domingo de ramos), com a ronda dos romanos e do agrupamento musical "A União", que visitam os templos da cidade para oferecer flores e marchas à virgem das confrarias. No sábado anterior ao domingo de ramos, acontece a representação dramática da paixão, executada por quatrocentas pessoas em dezessete atos, revivendo a paixão, morte e ressurreição de Jesus. Os desfiles começam no domingo de ramos, com a Irmandade do Burrinho, na igreja-santuário de Maria Auxiliadora, irmandade muito seguida por crianças e jovens. Um pouco mais tarde, acontece o desfile do Santíssimo Cristo da Juventude, na paróquia de São Tiago. Na segunda-feira santa, acontece o desfile da imagem do Santíssimo Cristo do Perdão, na igreja de Santo Agostinho. Na terça-feira santa, é a vez: da irmandade da Santa Ceia e Maria Santíssima da Estrela, da paróquia da Assunção, no bairro do Grande Capitão; da irmandade franciscana da Humildade e Paciência e Maria Santíssima da Caridade em suas Tristezas, da paróquia patronal da cidade; do Santíssimo Cristo de Zacatecas e Nossa Senhora do Socorro, da paróquia de São Tiago. Na quarta-feira santa, é a vez do Santíssimo Cristo do Amor, que sai da igreja-santuário de Maria Auxiliadora. A quinta-feira santa se inicia com o toque de Diana por algumas ruas da cidade; à tarde, a Irmandade de Jesus Preso e Maria Santíssima da Esperança sai da ermida da Rosa e realiza um dos atos mais simbólicos da semana santa montillana: a prisão de Jesus. Na madrugada entre a quinta e a sexta-feira, sai a Irmandade do Santíssimo Cristo da Misericórdia e Maria Santíssima da Amargura, da paróquia de São Sebastião. Na sexta-feira, desfila a irmandade Nosso Pai Jesus Nazareno e Maria Santíssima das Dores. À tarde, sai, de sua capela, a irmandade da Sagrada Descida, e mais tarde a Pontifícia Irmandade do Santo Enterro, Maria Santíssima da Solidão e Nossa Senhora das Angústias, da igreja de Santo Agostinho. No domingo da ressurreição, acontece a procissão do Santíssimo Cristo Ressuscitado, Maria Santíssima da Paz e as Três Marias: Maria Madalena, Maria de Cleofás e Maria de Salomé.

### Pequena Semana Santa
Fundada em 1991, se celebra duas semanas após a semana santa. São representados 35 passos da semana santa por quinhentos jovens e crianças.

### Festa da Cruz
O bairro da Cruz acolhe, em cada mês de maio, a Festa da Primavera, organizada pela associação de moradores La Silera em colaboração com a Área para Igualdade e Desenvolvimento Sociocultural da Prefeitura de Montilla. A associação de moradores combina os elementos tradicionais que caracterizam a Festa da Cruz - como os adereços da rua e o desfile de cruzes infantis - com novas atividades dirigidas ao público mais jovem. As atividades são de cunho religioso, musical e esportivo. O tradicional desfile de cruzes sai do Colégio Salesiano e percorre as ruas da cidade. Já o anexo de cooperativa La Unión acolhe, a cada mês de maio, o Festival Flamenco, que já foi celebrado mais de vinte vezes.

### Romaria da Virgem das Vinhas
A romaria, celebrada em junho, sai da ermida da Misericórdia, no bairro do Grande Capitão. Milhares de moradores acompanham, desde as nove horas, a pequena imagem da virgem em seu trajeto pelos campos de Montilla. Antes da festividade, os romeiros fazem uma oferenda floral diante do azulejo da Virgem do Pilar que guarda a entrada do quartel da Guarda Civil.

### Feira de São Francisco Solano
É a principal festa da localidade. Acontece em torno do dia catorze de julho, lembrando a morte de são Francisco Solano. Conta com muitas atividades, grande parte delas celebrada no Real da Feira, próximo ao Polidesportivo Municipal.

### O Santico
O último dia da feira começa às nove da manhã, com o tradicional cortejo que percorre as ruas da cidade. A imagem do Santico percorre as ruas do bairro dos Curtumes, acompanhada por centenas de fiéis, que renovam seu compromisso com esta pequena escultura que ocupa o retábulo de uma ermida construída em 1821 por Alonso Delgado. A partir das 10:15, as ruas Sótãos, Cipreste e Santo Antônio vivem seu grande dia, envoltas pelas melodias das centenas de fiéis que acompanham a imagem do santo patrono.

### Festa da Colheita
A festa, celebrada no primeiro fim de semana de setembro, foi declarada "de interesse turístico nacional". Participam, de sua organização, a prefeitura de Montilla, a irmandade do Senhor na Santa Ceia, Maria Santíssima da Estrela e Nossa Senhora das Vinhas - padroeira do Nobre Grêmio da Vide e do Vinho -, assim como o Conselho Regulador da Denominação de Origem Montilla-Moriles. A festa, uma das mais antigas da Espanha, celebra a colheita da uva da denominação de origem Montilla-Moriles. A festa coincide com a Cata Flamenca, um dos festivais mais famosos do país, e com a Festa do Vinho e da Tapa.

### Festas e Cultos de Nossa Senhora de Belém
Desde o século XVII, se manifesta uma profunda fé e devoção à imagem mariana de Nossa Senhora de Belém, que se encontra no cimo do morro homônimo, atrás do Cemitério Municipal. Em sua honra, são celebrados muitos cultos, como a novena, a procissão da subida e o rosário da aurora. É a padroeira dos campos de Montilla.

### Dia da Aurora
Nossa Senhora da Aurora, conhecida popularmente como Virgem da Aurora, é a padroeira da cidade, representada por uma estátua confeccionada por José de Mora, um dos mais representativos artistas da escola granadina do barroco espanhol. Na festividade, celebrada no segundo domingo de outubro, é tradição cantar as Coplas à Aurora e à Rosa.

## Festivais e Eventos

### Feira do Vinho e da Tapa
Encontro enológico e gastronômico da cidade, no Centro de Feiras e Congressos Envidarte. Nesse local, diversos restaurantes da cidade oferecem degustação de comida e vinho.

### Cata Flamenca de Montilla
Celebrada de forma paralela à Festa da Colheita desde a década de 1970, a Cata Flamenca é um dos mais famosos festivais do país, unindo vinho e flamenco. Já participaram, do festival, Estrella Morente, Arcángel, Guillermo Cano, Antonio José Mejías, Daniel Navarro, Jesús Zarrías e Antonio Carrión.

### Noite Branca da Música Montillana
Celebração na qual, durante quatro horas ininterruptas, duzentos grupos apresentam mais de vinte espetáculos. Os grupos se dividem em quatro pontos da cidade: a Praça da Misericórdia acolhe o flamenco, o Campo do Palácio o roque, a Avenida da Constituição os recitais de música clássica e popular, e a Praça da Rosa a música pop. O evento reúne 8 000 espectadores, tanto de Montilla como de fora. A data é variável: costuma acontecer no final de maio e início de junho, começando às 22:30 e estendendo-se até a madrugada.

### Marcha de Lua Cheia
Marcha noturna em bicicleta em finais de agosto, durante a lua cheia. Possui grande presença familiar.

### Dia do Morador
Promovido pelo Conselho Municipal de Participação Cidadã da Prefeitura de Montilla. Mais de trinta associações montillanas montam seus estandes, oferecendo informações a todos os visitantes e mostrando suas atividades. Cada edição da festa possui um tema: respeito ao meio ambiente, igualdade entre os gêneros, convivência cidadã, tolerância multicultural...

### Festival de Teatro Infantil Cidade de Montilla
Organizado pela Delegação de Educação da Prefeitura, em colaboração com o Conselho Escolar Municipal, leva, à cena, várias peças dirigidas, primariamente, a alunos da educação infantil, primária e secundária, e secundariamente a mães, pais e público em geral. O objetivo da festa é auxiliar a formação teatral dos mais pequenos.

### Torneio Internacional de Xadrez Montilla-Moriles
Uma das competições de xadrez mais importantes do verão cordovês e andaluz, conta com a participação de noventa enxadristas andaluzes, e mais a participação de astros internacionais.

### Feira do Disco e Exposição
Costuma acontecer no Salão de Atos de São João de Deus, das onze da manhã até as oito da noite. Se expõe e se vendem discos, quadrinhos, fotos etc.

### Concentração Motociclista Cidade do Vinho
Concentração de motos organizada pelo Motoclub Montilla, com a participação da prefeitura.

### EnduroIndoorCidade de Montilla
Organizado pelo Moto Club de Montilla, acontece anualmente no Polígono Industrial de Llanos de Jarata I. Pontua para o Campeonato Andaluz de Enduro Indoor.

### Troféu Andaluz deCanicrossCastelo de Montilla
Participal corredores ou ciclistas acompanhados de seus cachorros. Aconteceu pela primeira vez em 2012, organizada pelo Serviço Municipal de Desportes, prefeitura de Montilla e patrocinadores. É precedida por uma corrida popular canina de 2,5 quilômetros.

### Crossde natal Cidade de Montilla
Organizada pelo Clube de Atletismo de Montilla, em colaboração com o Serviço Municipal de Desportes. A competição começa nos picos de El Cigarral, uma fazenda municipal situada entre a estrada de Cabra, a estrada de ferro Córdova-Málaga, o entorno da estrada Montoro-Puente Genil e o caminho de El Hoyo.

### Duátlon Cidade de Montilla
Competição integrada no circuito de duátlon e triátlon, é organizada pela prefeitura de Montilla e serviço municipal de desportes. É reconhecida pela Federação Andaluza de Triátlon. Acontece nas imediações do Polidesportivo Municipal.

### Campeonato Andaluz de Duátlon de Menores
Competição celebrada concomitantemente ao Duátlon Cidade de Montilla. Inicia com os infantis (dois quilômetros - oito quilômetros - um quilômetro). Continua com os alevinos (um quilômetro - quatro quilômetros - 0,5 quilômetro). Os benjamins (0,5 quilômetro - dois quilômetros - 0,25 quilômetro). E os pré-benjamins (0,25 quilômetro - um quilômetro - 0,25 quilômetro).

### Aquátlon Cidade de Montilla
Combina natação e corrida. Acontece em setembro, com duas modalidades: maiores e menores.

### CrossBatalha de Munda
É o principal encontro da Espanha de corredores minimalistas e descalços. São dezenove quilômetros, percorridos por 350 participantes.

### Rali Baixas Terras do Sul
Acontece em outubro. Marca pontos para o campeonato espanhol de ralis Todo Terreno e para o campeonato andaluz de enduro TT. Organizado pelo RS Sport, tem, como cenário principal, a praça Porta de Montilla. Inicia no sábado de manhã a partir das 12:15. A abertura da segunda etapa acontece no domingo às 7:30. Percorre caminhos de Montilla, Espejo, Castro del Río, Montemayor e Nueva Carteya. A entrega dos troféus ocorre por volta das quinze horas.

## Recordes Guinness
A cidade conta com vários recordes Guinness: a maior rosca de reis (238 metros de longitude), em 2009; o maior sanduíche de presunto (551 metros de longitude), em 2010; a maior barra de chocolate (250 metros), em 2012; a maior torta de chocolate, em 2013; e o maior número de atletas correndo descalços. Em 1992, a cidade criou o maior tapete de moedas de cinco pesetas, na Praça da Rosa, visando a angariar fundos para a representação dramática da paixão.

## Montillanos destacados (naturais e adotivos)
- Gonzalo Fernández de Córdova, o Grande Capitão.
- São Francisco Solano
- Inca Garcilaso de la Vega
- São João de Ávila
- Diego de Alvear y Ponce de León
- Miguel de Barrios, militar, poeta, historiador, dramaturgo e filósofo sefardita.
- Manuel González, fotógrafo
- Francisco Solano de Luque
- Antonio Pablo Fernández-Solano, chamado O Sábio Andaluz.
- Juan Pérez de Pineda
- Dámaso Delgado López
- Rafael Cabello de Alba y Gracia, advogado e político.
- Bernabé Fernández Canivell
- José Santiago Garnelo y Alda
- José María Carretero Novillo, o Cavaleiro Audaz, periodista e escritor.
- Irmãs Cueto (Las Cuetas). Escultoras de imagens. Século XVII.

## Demografia
| Variação demográfica do município entre 1991 e 2017 | Variação demográfica do município entre 1991 e 2017 | Variação demográfica do município entre 1991 e 2017 | Variação demográfica do município entre 1991 e 2017 | Variação demográfica do município entre 1991 e 2017 | Variação demográfica do município entre 1991 e 2017 |
| --------------------------------------------------- | --------------------------------------------------- | --------------------------------------------------- | --------------------------------------------------- | --------------------------------------------------- | --------------------------------------------------- |
| 1991                                                | 1996                                                | 2001                                                | 2004                                                | 2010                                                | 2017                                                |
| 22 403                                              | 22 949                                              | 22 925                                              | 23 223                                              | 23 907                                              | 23 220                                              |

- Número de estrangeiros: 650[8]